# ألن تشير
ألن تشير (بالفرنسية: Alan Techer)‏ مواليد 8 سبتمبر 1994 في كان، هو متسابق دراجات نارية فرنسي. بدأ المنافسة في بطولة العالم في فئة الموتو 3 سنة 2012.

## النتائج

### حسب الموسم
| الموسم | الفئة  | الدراجة        | السباق | الفوز | المنصة | الانطلاق | أسرع لفة | النقاط | الترتيب |
| ------ | ------ | -------------- | ------ | ----- | ------ | -------- | -------- | ------ | ------- |
| 2012   | موتو 3 | تس إس آر هوندا | 16     | 0     | 0      | 0        | 0        | 21     | 22      |
| 2013   | موتو 3 | تس إس آر هوندا | 16     | 0     | 0      | 0        | 0        | 8      | 23      |
| إجمالي |        |                | 32     | 0     | 0      | 0        | 0        | 29     |         |

### السباقات حسب السنة
(مفتاح)
| السنة | الفئة  | الدراجة        | 1        | 2               | 3            | 4        | 5           | 6           | 7         | 8          | 9          | 10           | 11            | 12              | 13         | 14           | 15          | 16          | 17          | المركز النهائي | نقاط |
| ----- | ------ | -------------- | -------- | --------------- | ------------ | -------- | ----------- | ----------- | --------- | ---------- | ---------- | ------------ | ------------- | --------------- | ---------- | ------------ | ----------- | ----------- | ----------- | -------------- | ---- |
| 2012  | موتو 3 | ر هوندا        | قطر 11   | إسبانيا 14      | البرتغال 17  | فرنسا 8  | كتالونيا 13 | بريطانيا 21 | هولندا 17 | ألمانيا 13 | إيطاليا 17 | إنديانا ل.ين | تشيك ل.يب     | سان مارينو ل.ين | أرغون 21   | اليابان 20   | ماليزيا 21  | أستراليا 16 | بلنسية 21   | 22             | 21   |
| 2013  | موتو 3 | تس إس آر هوندا | قطر ل.ين | الأمريكتان ل.ين | إسبانيا ل.ين | فرنسا 23 | إيطاليا 20  | كتالونيا 13 | هولندا 18 | ألمانيا 19 | إنديانا 13 | تشيك 19      | بريطانيا ل.ين | سان مارينو 17   | أرغون ل.ين | ماليزيا ل.ين | أستراليا 25 | اليابان 14  | بلنسية ل.يب | 23             | 8    |

## روابط خارجية
- ألن تشير على موقع MotoGP.com (الإنجليزية)
- ألن تشير على موقع AS.com (الإسبانية)